# Tamara Mavsar
Tamara Mavsar, slovenska rokometašica, * 1. april 1991, Ljubljana.
Mavsarjeva je nekdanja rokometašica RK Krim in slovenske reprezentance.
Za Slovenijo je nastopila na evropskem prvenstvu 2016 in 2018.

## Dosežki
- Slovenska prva rokometna liga:
  - Prvakinja: 2009, 2010, 2011, 2012, 2013, 2014
- Pokal Slovenije:
  - Prvakinja: 2009, 2010, 2011, 2012, 2013, 2014
- Rokometna liga prvakinj:
  - Finalistka: 2017
  - Polfinalistka: 2013